# Liste der Ramsar-Gebiete in Kambodscha
Ramsar-Gebiete in Kambodscha sind nach der 1971 geschlossenen Ramsar-Konvention geschützte Feuchtgebiete in Kambodscha. Diese sind von internationaler Bedeutung, nach der Absicht des internationalen völkerrechtlichen Vertrags insbesondere als Lebensraum für Wasser- und Watvögel. Die ersten drei Ramsar-Gebiete wurden im Juni 1999 ausgewiesen und das letzte 2018. Der Vertrag trat in Kambodscha am 23. Oktober 1999 in Kraft. Stand Januar 2022 gibt es fünf Ramsar-Gebiete mit einer Gesamtfläche von 85.235 Hektar.

## Liste der Ramsar-Gebiete
| Name des Gebiets                                         | Bild | Region       | Lage                      | Ramsar- Gebietsnummer | Größe in Hektar | Ausweisungs- Datum | Anmerkungen |
| -------------------------------------------------------- | ---- | ------------ | ------------------------- | --------------------- | --------------- | ------------------ | --- |
| Boeng Chhmar und Flusssystem                             |      | Kampong Thom | 12,80889° N, 104,28278° O | 997                   | 28.000          | 23. Juni 1999      | nationaler Status: keiner Beschreibung: Überschwemmter Wald am nordöstlichen Rand des Tonle Sap-Sees gefährdete Arten: Siam-Krokodil, Mekong-Riesenwels, Riesenbarbe |
| Koh Kapik und zugehörige Inseln                          |      | Koh Kong     | 11,46667° N, 103,06667° O | 998                   | 12.000          | 23. Juni 1999      | nationaler Status: keiner Beschreibung: Schwemmlandinseln unmittelbar vor dem Festland der Provinz Koh Kong. Zwei große Flüsse die in das Gebiet fließen, bringen Süßwasser und bilden an manchen Stellen Sandbänke. gefährdete Arten: Malaiisches Schuppentier, Thaumatibis gigantea und Trachypithecus germain |
| Mittlere Abschnitte des Mekong nördlich von Stoeng Treng |      | Stung Treng  | 13,73417° N, 106° O       | 999                   | 14.600          | 23. Juni 1999      | nationaler Status: keiner Beschreibung: Der Abschnitt des Mekong-Flusses im Norden von Kambodscha zeichnet sich durch eine starke turbulente Strömung mit zahlreichen Wasserkanälen zwischen Felsen und sandigen Inseln aus. Es liegt etwa 5 km von der Stadt Stoeng Treng entfernt, wo der Fluss Se Kong in den Mekong mündet und 4 km südlich der Grenze zu Laos. gefährdete Arten: Mekong-Riesenwels, Irawadidelfin und Pseudibis davisoni |
| Prek Toal                                                |      | Battambang   | 13,14694° N, 103,63194° O | 2245                  | 21.342          | 2. Okt. 2015       | nationaler Status: keiner Beschreibung: Das Prek Toal Ramsar-Gebiet umfasst einige der unberührtesten Überschwemmungsgebiete in der Tonle Sap Biosphärenreservats gefährdete Arten: Nördliche Batagur-Schildkröte, Siam-Krokodil, Riesenbarbe, Mekong-Riesenwels, Großer Adjutant und Heliopais personatus |
| Stung Sen                                                |      | Kampong Thom | 12,63083° N, 104,51528° O | 2365                  | 9.293           | 2. Nov. 2018       | nationaler Status: keiner Beschreibung: Galeriewald entlang des Flusses Stung Sen gefährdete Arten: Riesenbarbe, Probarbus jullieni, Cirrhinus microlepis, Heosemys annandalii, Germain-Langur, Sunda-Marabu und Indischer Fischotter |